# You Smile – The Song Begins
You Smile – The Song Begins es un álbum de estudio de Herb Alpert and the T.J.B., lanzado en mayo de 1974 a través de A&M Records.
Tras su lanzamiento, el álbum recibió reseñas positivas de los críticos musicales y alcanzó la posición número 66 en la lista Top LPs & Tape de Billboard. Para promocionar el álbum, Herb Alpert and the T.J.B. se embarcó en una participación de 2 semanas en Harrah's Lake Tahoe, en Stateline, Nevada, seguido de una ambiciosa gira de conciertos nacional a gran escala. 
Se lanzaron tres sencillos para promocionar el disco, los cuales se posicionaron entre los primeros 30, siendo el segundo de ellos, «Fox Hunt», un éxito número 2 en la lista Pop Music Playlist de RPM.

## Antecedentes
Después de años de éxito, Alpert tuvo una crisis en 1969 y declaró que “la trompeta es mi enemiga”. Disolvió Tijuana Brass y dejó de actuar en público. Eventualmente buscó al maestro Carmine Caruso, “que nunca tocó la trompeta ni un día en su vida, (pero) era un gran maestro de trompeta”. “Lo que encontré”, dijo Alpert a The New York Times, “es que lo que tengo en las manos es sólo un trozo de tubería. El verdadero instrumento soy yo, las emociones, no mis labios, no mi técnica, sino sentimientos que aprendí a reprimir – cuando era un niño que provenía de un hogar muy poco vocal. Desde entonces, he estado trabajando continuamente, practicando religiosamente y ahora, tocando mejor que nunca”. Los resultados fueron notables; como escribió Richard S. Ginell en una reseña de AllMusic del álbum, “Terminó su año sabático de cuatro años, Herb Alpert regresó al estudio creativamente renovado, su trompeta sonaba más conmovedora y reflexiva, sus oídos en sintonía más que nunca al jazz”.

## Concepción
You Smile – The Song Begins fue anunciado en la edición del 2 de marzo de 1974 de la revista Billboard. Fue el primer álbum del grupo desde la pausa de 5 años de Alpert que ocurrió poco después del lanzamiento de The Brass Are Comin' en 1969. La decisión se basó en su comprensión de que la diversión de hacer música—su razón original para tocar—había desaparecido en algún momento. “Necesitaba algo de tiempo para recargar las pilas”, explicó a la revista Record World, “así que lo aproveché”.

## Grabación

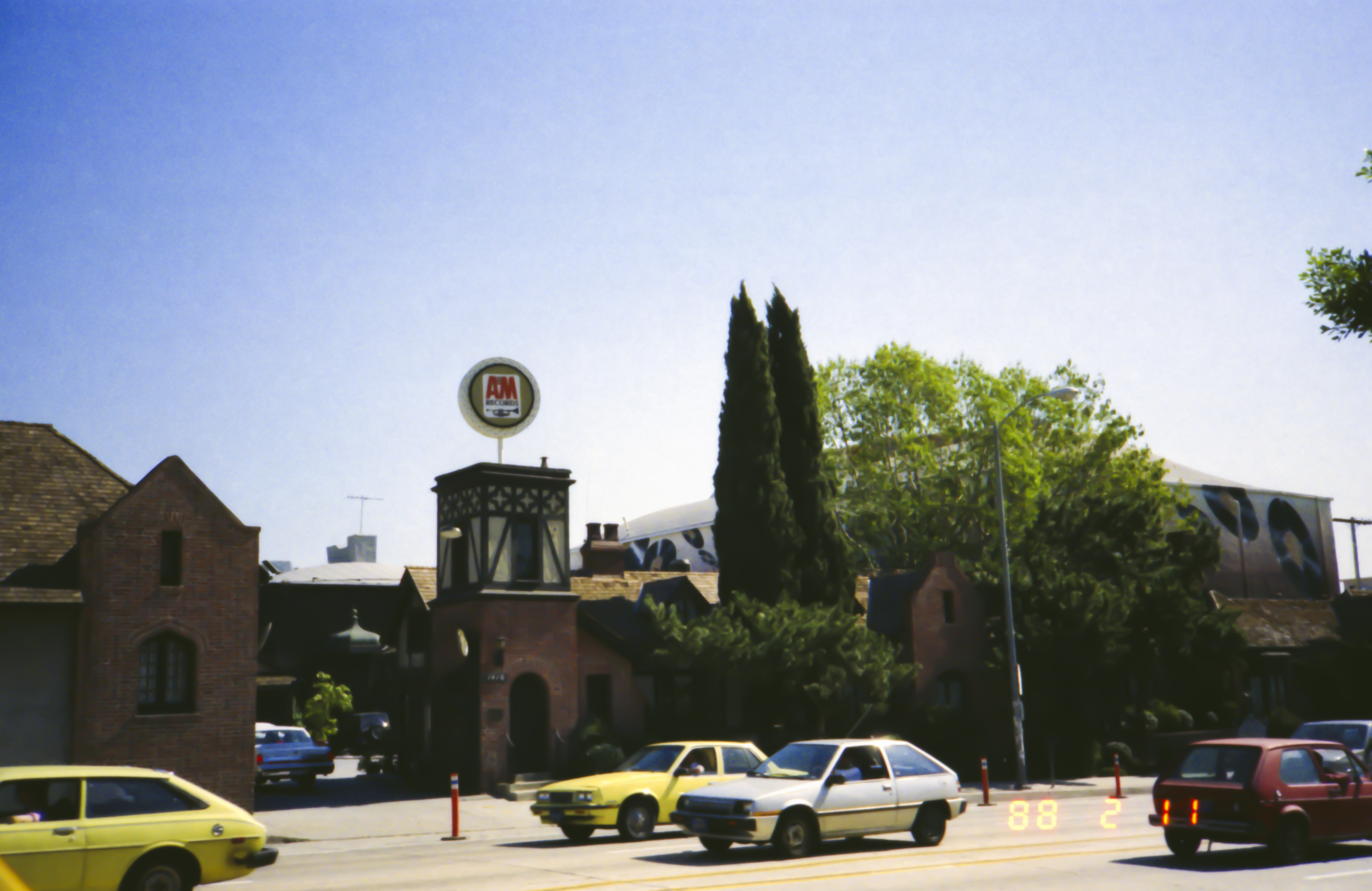
A&M Studios, donde el músico grabó You Smile – The Song Begins.

Alpert decidió a finales de febrero de 1974 que estaba listo para empezar de nuevo. Reunió una combinación de veteranos de Brass y caras nuevas, y entró al estudio para grabar un álbum. Los miembros de The Tiajuana Brass original que aparecieron en el nuevo álbum con Alpert son Julius Wechter, quien también lideró The Baja Marimba Band, el guitarrista John Pisano, el trombonista Bob Edmondson y el baterista Nick Ceroli. Las nuevas incorporaciones son el segundo trompetista Bob Findley, el pianista Dave Frishberg, el percusionista Vince Charles y el bajista Ernie McDaniels. Como vocalista de T.J.B. se encuentra Lani Hall, ex cantante principal del grupo Sérgio Mendes & Brasil '66. Alpert produjo el álbum debut en solitario de Hall de 1973, Sundown Lady. Después de semanas de minuciosas sesiones, Alpert and the Brass emergieron con You Smile – The Song Begins.

## Recepción de la crítica
La revista Billboard lo nombró una selección “Spotlight” y un crítico no especificado indicó: “Alpert transmite su punto de vista en cada melodía sin desperdiciar una sola nota. Además de la trompeta de la estrella, los demás instrumentos se tocan maravillosamente y están arreglados de la mejor manera posible”. Un escritor no especificado de la revista Cash Box declaró: “Un regreso triunfal a la escena discográfica de Herb Alpert es la mejor descripción de su último LP, lleno de una colección de grandes éxitos y composiciones originales, cada una de las cuales está adornada con su estilo único”.

## Lista de canciones
| Lado uno |                                           |                           |          |  |
| N.º      | Título                                    | Escritor(es)              | Duración |  |
| 1.       | «Fox Hunt»                                | Herb Alpert               | 2:38     |  |
| 2.       | «Legend of the One-Eyed Sailor»           | Chuck Mangione            | 4:52     |  |
| 3.       | «I Can't Go on Living, Baby, Without You» | Nino Tempo Jerry Riopelle | 2:48     |  |
| 4.       | «I Might Frighten Her Away»               | Burt Bacharach Hal David  | 4:11     |  |
| 5.       | «You Smile – The Song Begins»             | Alpert                    | 3:21     |  |
| 6.       | «Up Cherry Street»                        | Julius Wechter            | 2:32     |  |

| Lado dos |                           |                                                  |          |  |
| N.º      | Título                    | Escritor(es)                                     | Duración |  |
| 1.       | «Promises, Promises»      | Bacharach David                                  | 2:31     |  |
| 2.       | «Save the Sunlight»       | Buddy Buie James B. Cobb, Jr. Gerald Douglas Lee | 3:50     |  |
| 3.       | «Dida»                    | Joan Baez                                        | 2:40     |  |
| 4.       | «Alone Again (Naturally)» | Gilbert O'Sullivan                               | 2:15     |  |
| 5.       | «Last Tango in Paris»     | Gato Barbieri                                    | 2:50     |  |
| 6.       | «A Song for Herb»         | Roger Nichols                                    | 4:20     |  |

## Créditos y personal
Créditos adaptados desde las notas de álbum de You Smile – The Song Begins.
Personal técnico
- Herb Alpert – productor
- Larry Levine – ingeniero de audio
- Bernie Grundman – masterización
- Burt Bacharach – arreglos en «I Might Frighten Her Away»
- Quincy Jones – arreglos en «Last Tango in Paris»
- Roland Young – director artístico
- Edward L. Simpson – fotografía
- Brian Hagiwara – diseño de portada
- Kenneth McGowan – diseño de portada